# Vis Pesaro dal 1898 2018-2019
Questa voce raccoglie le informazioni riguardanti la Vis Pesaro dal 1898 nelle competizioni ufficiali della stagione 2018-2019.

## Stagione
Nella stagione 2018-2019 la neopromossa Vis Pesaro, ritornata dopo 13 anni tra i professionisti, disputa il girone B del campionato di Serie C, vi raccoglie 42 punti con il quindicesimo posto finale. Allenata da Leonardo Colucci la squadra biancorossa ha ottenuto 29 punti in un suntuoso girone di andata, chiuso in quinta posizione, e poi solo 13 punti in un pessimo girone di ritorno. Sale in Serie B il Pordenone con 73 punti, mentre retrocedono il Fano diretto e la Virtus Verona che ha perso i Play-out, in seguito verranno entrambe ripescate. Nella Coppa Italia di Serie C la Vis Pesaro disputa il girone F di qualificazione, che ha promosso il Fano ai sedicesimi di finale.

## Divise e sponsor
Lo sponsor tecnico per la stagione 2018-2019 è Erreà e lo sponsor ufficiale è Diba.
| Casa | Trasferta | Terza divisa |

## Organigramma societario
Area direttiva
- Presidente: Marco Ferri

Area organizzativa
- Team manager: Matteo Visani
- Direttore sportivo: Claudio Crespini
- Segretario: Silvia Canfora

Area tecnica
- Allenatore: Leonardo Colucci
- Allenatore in seconda: Gianni Migliorini
- Preparatore atletico: Raffaele Gagliardo
- Preparatore dei portieri: Mario Paradisi

Area sanitaria
- Responsabile:  Vittorio Gemmellaro
- Fisioterapista: Enrico Tombari, Mirco Della Martera, Luca Mengacci

## Rosa
| N. |                       | Ruolo | Calciatore           |
| -- | --------------------- | ----- | -------------------- |
| 1  | Italia (bandiera)     | P     | Matteo Tomei         |
| 2  | Italia (bandiera)     | D     | Stefano Rossoni      |
| 4  | Italia (bandiera)     | C     | Ignazio Carta        |
| 5  | Italia (bandiera)     | D     | Giorgio Gianola      |
| 5  | Italia (bandiera)     | D     | Gabriele Rocchi      |
| 6  | Italia (bandiera)     | C     | Lorenzo Paoli        |
| 7  | Italia (bandiera)     | A     | Andrea Petrucci      |
| 8  | Slovacchia (bandiera) | C     | Dávid Ivan           |
| 9  | Senegal (bandiera)    | A     | Abou Diop            |
| 10 | Italia (bandiera)     | C     | Flavio Lazzari       |
| 11 | Bulgaria (bandiera)   | A     | Radoslav Kirilov     |
| 12 | Italia (bandiera)     | P     | Gianmarco Stefanelli |
| 13 | Italia (bandiera)     | D     | Benjamin Boccioletti |
| 14 | Italia (bandiera)     | C     | Stefano Botta        |
| 15 | Spagna (bandiera)     | D     | Álex Pastor          |

| N. |                       | Ruolo | Calciatore              |
| -- | --------------------- | ----- | ----------------------- |
| 16 | Italia (bandiera)     | D     | Carlo Romei             |
| 17 | Italia (bandiera)     | D     | Marco Briganti          |
| 18 | Italia (bandiera)     | A     | Riccardo Gaiola         |
| 19 | Italia (bandiera)     | A     | Antonio Di Nardo        |
| 20 | Italia (bandiera)     | C     | Ivan Buonocunto         |
| 21 | Italia (bandiera)     | D     | Mattia Gennari          |
| 22 | Italia (bandiera)     | P     | Andrea Bianchini        |
| 23 | Italia (bandiera)     | C     | Alessandro Gabbani      |
| 24 | Senegal (bandiera)    | A     | Ibourahima Baldé        |
| 25 | Argentina (bandiera)  | A     | Emiliano Olcese         |
| 26 | Italia (bandiera)     | C     | Lorenzo Sabattini       |
| 27 | Italia (bandiera)     | C     | Alessandro Marchi       |
| 28 | Italia (bandiera)     | C     | Andrea Tessiore         |
| 29 | Italia (bandiera)     | D     | Simone Rizzato          |
| 30 | Montenegro (bandiera) | D     | Cristian Hadžiosmanović |

## Risultati

### Serie C - girone B

#### Girone di andata
| Arbitro: | Cosso (Reggio Calabria) |

|                        |           |  |
| Beccaro 55’ Mensah 72’ | Marcatori |  |

| Arbitro: | Ricci (Firenze) |

|                 |           |               |
| Olcese 72’, 76’ | Marcatori | 32’ E. Marchi |

| Arbitro: | Nicoletti (Catanzaro) |

|                        |           |              |
| Boccioletti 62’ (aut.) | Marcatori | 86’ Tessiore |

| Ravenna 30 settembre 2018 4ª giornata | Vis Pesaro      | 0 – 0 | Ternana | Stadio Bruno Benelli\| Arbitro: \| Moriconi (Roma) \| |
| Arbitro:                              | Moriconi (Roma) |       |         |                                                       |

| Arbitro: | Gariglio (Pinerolo) |

|                       |           |            |
| Arma 28’ Laurenti 38’ | Marcatori | 5’ Lazzari |

| Arbitro: | Arace (Lugo di Romagna) |

|  |           |             |
|  | Marcatori | 29’ A. Diop |

| Arbitro: | Paterna (Teramo) |

|            |           |                    |
| Olcese 20’ | Marcatori | 54’, 76’ Germinale |

| Arbitro: | Kumara (Verona) |

|  |           |                        |
|  | Marcatori | 14’ Olcese 74’ Lazzari |

| Arbitro: | Cascone (Nocera Inferiore) |

|             |           |                   |
| Kirilov 80’ | Marcatori | 36’ (rig.) Lanini |

| Arbitro: | Di Graci (Como) |

|  |           |                 |
|  | Marcatori | 6’, 27’ Lazzari |

| Arbitro: | Carrione (Castellammare di Stabia) |

|             |           |              |
| Gennari 71’ | Marcatori | 34’ D'Errico |

| Arbitro: | Giordano (Novara) |

|  |           |               |
|  | Marcatori | 90+2’ A. Diop |

| Arbitro: | Ayroldi (Molfetta) |

|                                            |           |  |
| Clemente 16’ (aut.) Olcese 85’ Rizzato 88’ | Marcatori |  |

| Arbitro: | De Santis (Lecce) |

|                |           |  |
| Nocciolini 68’ | Marcatori |  |

| Arbitro: | Lorenzin (Castelfranco Veneto) |

|                    |           |  |
| Hadziosmanovic 85’ | Marcatori |  |

| Fano 11 dicembre 2018 16ª giornata | Fano               | 0 – 0 | Vis Pesaro | Stadio Raffaele Mancini\| Arbitro: \| Meleleo (Casarano) \| |
| Arbitro:                           | Meleleo (Casarano) |       |            |                                                             |

| Pesaro 15 dicembre 2018 17ª giornata | Vis Pesaro          | 0 – 0 | Teramo | Stadio Tonino Benelli\| Arbitro: \| N. Marini (Trieste) \| |
| Arbitro:                             | N. Marini (Trieste) |       |        |                                                            |

| Arbitro: | Gualtieri (Asti) |

|                    |           |                |
| Candido 52’ (rig.) | Marcatori | 90+2’ Petrucci |

| Arbitro: | Saia (Palermo) |

|             |           |                       |
| Lazzari 82’ | Marcatori | 90+1’ (rig.) F. Perna |

#### Girone di ritorno
| Arbitro: | Amabile (Vicenza) |

|  |           |              |
|  | Marcatori | 45’ Maracchi |

| Arbitro: | Tremolada (Monza) |

|                |           |  |
| Chinellato 55’ | Marcatori |  |

| Arbitro: | Zingarelli (Siena) |

|             |           |               |
| Guidone 65’ | Marcatori | 71’ Calderini |

| Arbitro: | Ayroldi (Molfetta) |

|  |           |                                |
|  | Marcatori | 2’ Petrucci 78’ (rig.) Lazzari |

| Arbitro: | Nicoletti (Catanzaro) |

|              |           |                    |
| Petrucci 73’ | Marcatori | 8’ Guerra 38’ Arma |

| Arbitro: | Donda (Cormons) |

|  |           |               |
|  | Marcatori | 53’ Saporetti |

| Arbitro: | Rutella (Enna) |

|                |           |  |
| Candellone 56’ | Marcatori |  |

| Arbitro: | Collu (Cagliari) |

|  |           |           |
|  | Marcatori | 46’ Gonzi |

| Arbitro: | Perenzoni (Rovereto) |

|                          |           |  |
| De Marchi 52’ Lanini 89’ | Marcatori |  |

| Pesaro 3 marzo 2019 29ª giornata | Vis Pesaro      | 0 – 0 | Virtus Verona | Stadio Tonino Benelli\| Arbitro: \| Fantani (Siena) \| |
| Arbitro:                         | Fantani (Siena) |       |               |                                                        |

| Arbitro: | Annaloro (Collegno) |

|              |           |            |
| D'Errico 21’ | Marcatori | 65’ Voltan |

| Arbitro: | Fiero (Pistoia) |

|  |           |               |
|  | Marcatori | 31’ Turchetta |

| Fermo 24 marzo 2019 32ª giornata | Fermana                 | 0 – 0 | Vis Pesaro | Stadio Bruno Recchioni\| Arbitro: \| Cosso (Reggio Calabria) \| |
| Arbitro:                         | Cosso (Reggio Calabria) |       |            |                                                                 |

| Pesaro 31 marzo 2019 33ª giornata | Vis Pesaro          | 0 – 0 | Ravenna | Stadio Tonino Benelli\| Arbitro: \| Angelucci (Foligno) \| |
| Arbitro:                          | Angelucci (Foligno) |       |         |                                                            |

| Arbitro: | Luciani (Roma) |

|                 |           |  |
| A. Ferretti 65’ | Marcatori |  |

| Arbitro: | Carella (Bari) |

|             |           |  |
| Gennari 63’ | Marcatori |  |

| Arbitro: | Moriconi (Roma) |

|                              |           |                     |
| Infantino 56’ C. Ventola 71’ | Marcatori | 53’ (rig.) Petrucci |

| Pesaro 28 aprile 2019 37ª giornata | Vis Pesaro         | 0 – 0 | Rimini | Stadio Tonino Benelli\| Arbitro: \| Marcenaro (Genova) \| |
| Arbitro:                           | Marcenaro (Genova) |       |        |                                                           |

| Arbitro: | Petrella (Viterbo) |

|                                     |           |                              |
| F. Perna 6’ D. Rocco 23’ Mutton 52’ | Marcatori | 48’, 72’ Guidone 80’ Gennari |

### Coppa Italia Serie C

#### Fase a gironi
| Arbitro: | De Tommaso (Rieti) |

|                             |           |              |
| E. Marchi 31’ Casiraghi 74’ | Marcatori | 21’ Tessiore |

| Pesaro 12 agosto 2018, ore 17:00 CEST 2ª giornata | Vis Pesaro      | 0 – 0 referto | Fano | Stadio Tonino Benelli\| Arbitro: \| Fontani (Siena) \| |
| Arbitro:                                          | Fontani (Siena) |               |      |                                                        |